# La Brée-les-Bains
 La Brée-les-Bains  es una población y comuna francesa, situada en la región de Nueva Aquitania, departamento de Charente Marítimo, en el distrito de Rochefort y cantón de Saint-Pierre-d'Oléron. Se encuentra en la isla de Oléron.

## Demografía
| 417 | 525 | 573 | 578 | 644 | 760 |
| Para los censos de 1962 a 1999 la población legal corresponde a la población sin duplicidades (Fuente: INSEE [Consultar]) |     |     |     |     |     |